# مقره (مدینه)
مقره یک منطقهٔ مسکونی در عربستان سعودی است که در استان مدینه واقع شده‌است.